# 4-an
4-an, alternativt Fyran var en ungdomsgård på Lästmakargatan 4 i Stockholm som var öppen från 1966 till 1981. Lokalen hyrdes av Stockholms barnavårdsnämnd i syfte att ge ungdomar som drev omkring i city, hängde i t-banan och på gatorna, en mötesplats, ett eget vardagsrum.

## Bakgrund
Hötorgskravallerna i augusti 1965 samlade flera hundra ungdomar, de flesta hade tagit tunnelbanan bort från förorten och ungdomsgården till centrum och den populära mötesplatsen Konserthusets trappa. Polisen uppfattade situationen som störande av allmän ordning och konstaplar skickades ut för att upplösa folksamlingen. Ungdomarna, som beskrevs som mods, vägrade flytta på sig och omfattande kravaller utbröt. Strax efter händelsen ordnades ett möte mellan polis, Stockholms skoldirektion och barnavårdsnämnd. En utredning tillsattes, barnavårdsnämnden inledde en bussningskampanj vintern 1965/66 med avsikt att återföra ungdomarna till sina respektive förorter. Detta misslyckades och myndigheterna kunde konstatera att det blev allt svårare att övertala ungdomarna att följa med då de såg Stockholms city som sin centrala värld. Istället erbjöd man modsen ett rivningshotat hus på Drottninggatan 26, om 600 tomma, kala och nedslitna kvm, som ett provisorium. 26:an, som det kallades, utrymdes efter ett halvår och 4-an, på Lästmakargatan 4, öppnades 1 november 1966.

## Verksamhet
4-an var en öppen ungdomsgård utan målinriktad verksamhet där ungdomarna i stort fick sköta sig själva. Förutom ett kulturutbud bestående av musik, teater och film, erbjöds kafé, ett soppkök under vissa perioder och därtill fick diverse föreningar, som till exempel Provierörelsen tillgång till lokalerna. En vardag kunde 4-an ha några hundra gäster, medan konserterna på helgerna kunde samla 1 500 besökare.

Den flexibelt okontrollerade sysselsättningen vållade politisk strid i Stockholms stadshus mellan höger och vänster allt som oftast. Socialkuratorn Harry Videmyr saknade vuxennärvaro, medan avdelningsdirektören vid barnavårdsnämnden, Folke Edvall, försvarade 4-an ivrigt allt medan fil lic Kerstin Elmhorn utredde verksamheten grundligt.

I media kom 4-an att beskrivas som ett tillhåll för allehanda osedlighet och droghandel, raggarna ondgjorde sig över den generositet som myndigheterna visade gentemot modsen, medan Föräldraföreningen mot narkotika 1971 anmälde verksamheten till Justitieombudsmannen. Nya utredningar gjordes, kontrollen av gästerna blev hårdare, öppettiderna begränsades, en övre åldersgräns på 20 år infördes, tills slutligen 4-an tvingades stänga 1978, även om lokalen var öppen för speciella grupper fram till 1981.

## Raggarna kommer
Fredagen den 24 oktober 1969 hade polisen gjort en razzia och stängt raggarpråmen i Alvik. Reaktionen lät inte vänta på sig. Vid nio-tiden på lördagskvällen stormade 200 raggare 4-an och slog sönder vad som kom i deras väg. 15 polisbilar kom till platsen men poliserna undvek att gå in i lokalen, där det då fanns 350 besökare plus 200 raggare, av rädsla för att panik skulle utbryta. 4-an totalförstördes, två raggare fördes i ambulans till sjukhus, medan ett tiotal ungdomar greps av polisen. Föreståndaren Elly Engström och fritidsledaren Kalle Wiberg hoppades att de snart skulle kunna återuppta verksamheten.

## Dokumentation
4-an var en inte en lokal man obehindrat intervjuade, fotograferade eller filmade i. Men Stefan Jarl och Stefan Lindqvist lyckades fånga en del samtal där och fotografen Nils-Johan Norenlind illustrerade Mods : Stockholm 1964 - 1967, som är författad av Urban Nilmander och Kenneth Ahlborn. Ungdomsutredaren Kerstin Elmhorn samtalade flitigt med ungdomar, personal, tjänstemän, politiker och föräldrar om relationer, social tillhörighet, kriminalitet och droger under 4-ans mest aktiva år.    